# Карл Гаррер
Карл Гаррер (нім. Karl Harrer; 8 жовтня 1890 — 5 вересня 1926) — німецький журналіст і політик, один із засновників націонал-соціалістичного руху в Німеччині.

## Життєпис
Учасник Першої світової війни, після її закінчення вступив у «Товариство Туле». Займався журналістикою. Певний час був редактором «Völkischer Beobachter». У 1918 році створив Політичний робітничий союз. 5 січня 1919 року у пивоварні «Штернекерброй» об'єднав свій Союз з Комітетом незалежних робітників Антона Дрекслера. Нова партія отримала назву Німецька робітнича партія (нім. Deutsche Arbeiterpartei), і Гаррер був обраний її головою.
Через деякий час трапляється і перший конфлікт з Гітлером. Коли Гітлер вирішив провести широкомасштабний (для того рівня партії) мітинг, Гаррер виступив проти. Також Гаррер виступав і проти пропагованого Гітлером антисемітизму, вважаючи, що це може відштовхнути від робітничого руху. Перед мітингом 24 лютого 1920 року, коли НРП була перейменована в НСДАП, покинув свій пост голови, на якому його і замінив Дрекслер. 
У ніч на 5 вересня 1926 року помер у Мюнхені від раптової зупинки серця.